# Enrico Januarie

a Compétitions nationales et continentales officielles uniquement.

b Matchs officiels uniquement.
Enrico Ricardo Januarie, né le 1er février 1982 à Hopefield (Afrique du Sud), est un joueur international sud-africain de rugby à XV évoluant au poste de demi de mêlée.

## Biographie
Il commence le rugby dans la Weston Senior Secondary School. Il embrasse ensuite la carrière de rugbyman professionnel et évolue en Currie Cup au sein des Golden Lions (ancienne équipe du Transvaal). Il trouve très vite une place de titulaire et remporte par deux fois la Vodacom Cup en 2003 et en 2004. Cette province fournissant l'essentiel des joueurs de la franchise des Cats basée à Johannesbourg pour le Super 12, il y fait ses débuts en 2004.
Il effectue son premier test match avec les Springboks le 11 juin 2005 à l’occasion d’un match contre l'équipe d'Uruguay. Il remporte la Coupe du monde 2007 mais ne joue que deux matches en phase de poules lors du tournoi (dont 1 seul comme titulaire contre les Tonga). Il est barré pour le reste des matches par Fourie du Preez, titulaire indiscutable sous l'ère Jake White. Il marque un essai décisif sur un exploit individuel au cours des dernières minutes du second match des Tri-nations 2008, qui oppose les Boks à la sélection néo-zélandaise. Cet essai permet de concrétiser la première victoire des sud-africains sur le sol des All Blacks depuis dix ans. 
En 2008, il s'engage avec la Western Province dans la Currie Cup et joue donc avec les Stormers en Super 14. Il joue en décembre 2009 et janvier 2010 sous le maillot des Ospreys (pays de Galles) en tant que joker médical. Le 9 juillet 2011, il signe pour le club français du Lyon OU. En juin 2011 il annonce qu'il met un terme à sa carrière internationale pour mieux se consacrer à son nouveau club. Il ne disputera donc pas le mondiale 2011 en Nouvelle-Zélande.
En 2017, il quitte le Stade rochelais et signe un contrat d'un an (plus un an en option) avec le SU Agen, promu en Top 14.
Il évolue de 2019 à 2022 à Châteauroux, en Fédérale 3.

## Palmarès

### En club
- Vainqueur de la Vodacom Cup en 2003 et en 2004 avec les Lions.
- Champion de France de Pro D2 : 2014

### En équipe nationale
- Vainqueur de la coupe du monde 2007 : 2 sélections (Samoa, Tonga)

## Statistiques en équipe nationale
- 47 sélections de 2005 à 2010.
- 25 points (5 essais).
- Sélections par année : 8 en 2005, 7 en 2006, 7 en 2007, 12 en 2008, 6 en 2009, 7 en 2010.
- Tri-nations disputés : 2005, 2006, 2008, 2009, 2010.